# Khristo Gandev
Khristo Nikolov Gandev est un historien et professeur bulgare.
De 1946 à 1961, il dirigea le Département de nouvelle histoire générale de l'Université de Sofia. Entre 1948 et 1951, il a été doyen de la Faculté d'histoire et de philologie de l'Université. De 1958 à 1972, il a été directeur de l'Institut ethnographique avec un musée à l'Académie bulgare des sciences.
Hristo Gandev est le plus grand chercheur de la Renaissance bulgare. Il introduit une nouvelle conceptualité pour l'éveil bulgare, également appelée la Renaissance bulgare précoce.